# Todd Graff
Todd Graff, född 22 oktober 1959 i Queens i New York, är en amerikansk skådespelare, regissör och filmproducent. Han har varit regissör för filmerna Will (2009) och Camp (2003).

## Filmografi

### Skådespelare
- Strange Days (1995)
- City of Hope (1991)
- Brott lönar sig (1990)
- Vilken tavla, Wiley (1990)
- Avgrunden (1989)
- Oskyldigt dömd (1989)
- Nicky och Gino (1988)
- Five Corners (1987)
- Not Quite Jerusalem (1985)

### Produktion
- Will (2009)
- Camp (2003)
- The Beautician and the Beast (1997)
- Angie (1993)
- Spårlöst försvunnen (1993)
- Ge kärleken en chans (1992)